# Lex Luger
Lawrence Wendell Pfohl (Buffalo (New York), 2 juni 1958), beter bekend als Lex Luger, is een Amerikaans voormalig professioneel worstelaar en Americanfootballspeler, die als worstelaar bekend was in de National Wrestling Alliance (NWA), World Championship Wrestling (WCW) en World Wrestling Federation (WWF).

## In worstelen
- Afwerking bewegingen
  - Piledriver
  - Running forearm smash
  - Torture Rack

- Kenmerkende bewegingen
  - Hip toss
  - Knee lift
  - Military press slam
  - Neckbreaker
  - Scoop powerslam

- Manager
  - Jimmy Hart

## Prestaties
- Championship Wrestling van Florida
  - NWA Florida Bahamian Championship (1 keer)
  - NWA Florida Television Championship (1 keer)
  - NWA Southern Heavyweight Championship (3 keer)

- Jim Crockett Promotions / World Championship Wrestling
  - NWA United States Heavyweight Championship (4 keer)
  - NWA World Tag Team Championship (1 keer met Barry Windham)
  - WCW United States Heavyweight Championship (1 keer)
  - WCW World Heavyweight Championship (2 keer)
  - WCW World Tag Team Championship (2 keer; 1x met Sting en 1x met The Giant)
  - WCW World Television Championship (2 keer)
  - Jim Crockett Sr. Memorial Cup (1988) – met Sting

- Pro Wrestling Illustrated
  - PWI Comeback of the Year (1993)
  - PWI Feud of the Year (1987) Four Horsemen vs. Super Powers en Road Warriors
  - PWI Feud of the Year (1988, 1990) vs. Ric Flair
  - PWI Match of the Year (1991) met Sting vs. The Steiner Brothers op SuperBrawl
  - PWI Most Popular Wrestler of the Year (1993)
  - PWI Rookie of the Year (1986)
  - PWI Wrestler of the Year (1997)

- World Wrestling All-Stars
  - WWA World Heavyweight Championship (1 keer)

- World Wrestling Federation
  - Royal Rumble (1994)
  - WWE Hall of Fame (2025)

- Wrestling Observer Newsletter awards
  - Worst Worked Match of the Year (1996) met Arn Anderson, Meng, The Barbarian, Ric Flair, Kevin Sullivan, Z-Gangsta en The Ultimate Solution vs. Hulk Hogan & Randy Savage, Towers of Doom match in Tupelo (Mississippi) op 24 maart
  - Most Improved (1989)